# Masdevallia pozoi
Masdevallia pozoi är en orkidéart som beskrevs av Willibald Königer. Masdevallia pozoi ingår i släktet Masdevallia och familjen orkidéer. Inga underarter finns listade i Catalogue of Life.